# John Kinsella
John Kinsella (n. 26 august 1952, Oak Park, Cook County, Illinois, SUA) este un înotător american, medaliat olimpic. A participat la 2 ediții ale Jocurilor Olimpice (1968, 1972) în care a câștigat două medalii de aur și două medalii de argint.